# Agostino di Duccio
Agostino di Duccio, auch Agostino da Firenze (* 1418 in Florenz; † um 1481 in Perugia) war ein italienischer Bildhauer in der Renaissance.

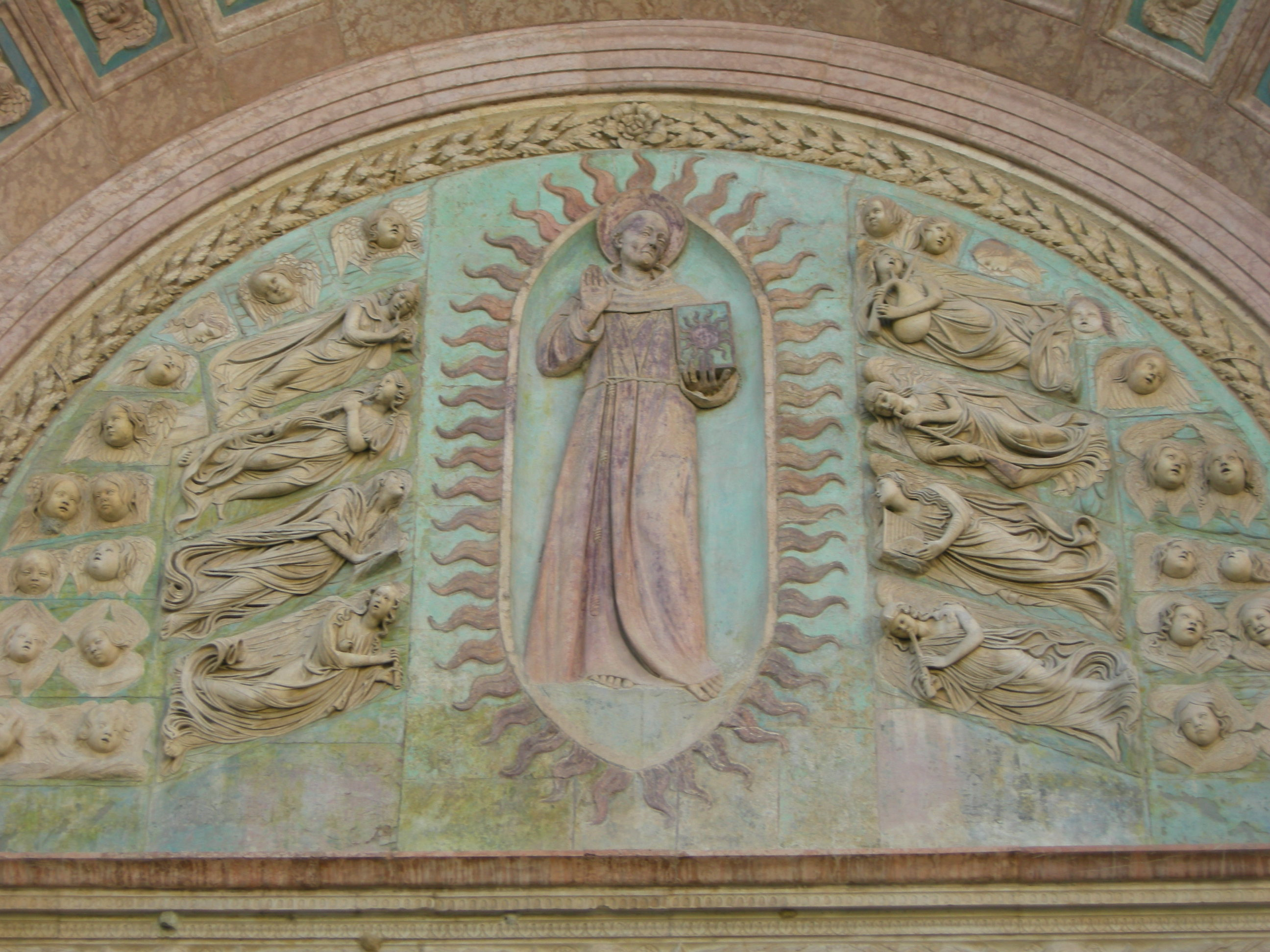
Relief des Hl. Bernhardin von Siena in Perugia

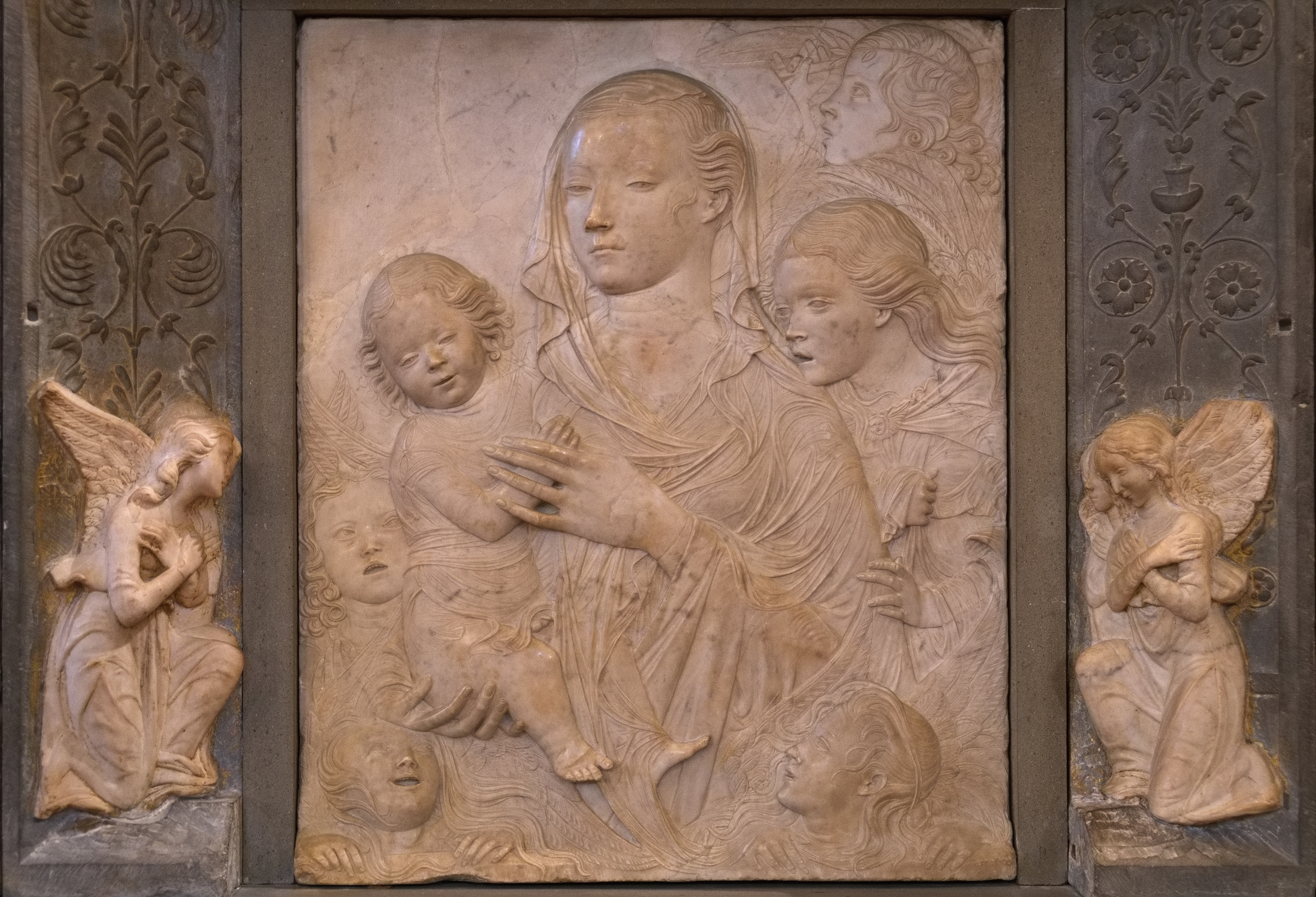
Jungfrau mit Kind und Engeln, Marmorrelief mit einem Rahmen aus pietra serena, aus der Kirche Santa Maria del Carmine in Florenz, 1463–70, Bargello, Florenz

## Leben
Duccio war in seiner Jugend Söldner und führte ein ziemlich turbulentes Leben, später wurde er ein Schüler Donatellos. Sein erstes bedeutendes Werk schuf er in Rimini (1449–1457), wo er das Innere des Tempio Malatestiano dekorierte, der gerade von Leon Battista Alberti neu errichtet wurde. Für das Oratorio di San Bernardino in Perugia schuf er in den Jahren 1457–1460 bemerkenswert schöne Arbeiten, meistens als Flachreliefs.Ref? 1462 kehrte er nach Florenz zurück, wo er für den Dom eine große Plastik vollendete, die allerdings verlorenging. Dort erhielt er außerdem im Jahre 1464 vom florentinischen Dombauamt den Auftrag, eine für damalige Verhältnisse gigantische, mehr als fünf Meter hohe David-Skulptur zu kreieren, die an einem Strebepfeiler des Doms angebracht werden sollte. Die Idee geht auf einen früheren Auftrag von 1408 zurück, für den Donatello und Nanni di Banco je eine Skulptur schufen, die, wie sich herausstellte, mit ihrer Größe von nur knapp 2 Metern völlig unzureichend für die Positionierung in dieser Höhe waren. Duccio hatte für seine Figur ein Obergewand vorgesehen, doch dessen dünne Marmorhaut zwischen den Beinen der Figur zerschlug er versehentlich und sah sein Vorhaben als gescheitert an; im Jahr 1466 wurde Duccio wieder von der Arbeit entbunden. Der vorerst verdorbene Block wurde 25 Jahre später allerdings erneut zur Bearbeitung ausgeschrieben und an Michelangelo vergeben. Der heute als Michelangelos Meisterwerk bekannte David ist die Überarbeitung des von Duccio angefangenen Marmorblocks, dessen Scheitern ermöglichte und präfigurierte also Michelangelos berühmteste Skulptur. Während seiner letzten Jahre lebte und arbeitete Duccio wieder in Perugia.